# Рекало Галина Федорівна
Галина Федорівна Рекало (нар. 20 січня 1939, Рівненська область) — українська радянська діячка, новаторка виробництва, швачка Хмельницької швейної фабрики Хмельницької області. Депутат Верховної Ради УРСР 6-го скликання.

## Біографія
Народилася у селянській родині Федора Ващука на Волині. Закінчила семирічну школу та Львівську професійно-технічну школу.
З кінця 1950-х років — швачка Хмельницької швейної фабрики Хмельницької області.
У 1964 році заочно закінчила Київський технологічний інститут.
Потім — на пенсії у місті Хмельницькому.